# هايغروف (كاليفورنيا)
هايغروف (بالإنجليزية: Highgrove CDP, California)‏ هي منطقة سكنية تقع بولاية كاليفورنيا في الولايات المتحدة. تبلغ مساحتها 8.336 كم2، وترتفع عن سطح البحر 290 م، بلغ عدد سكانها 3,988 نسمة في عام 2010 حسب إحصاء مكتب تعداد الولايات المتحدة وتصل الكثافة السكانية فيها 478.4 نسمة لكل كيلومتر مربع (1,239.1/ميل2).

## التركيبة السكانية
حدّد مكتب تعداد الولايات المتحدة بيانات التركيبة السكانية لهايغروف في تعداد الولايات المتحدة. في ما يلي، التركيبة السكانية حسب تعدادي 2000 و2010.

### تعداد عام 2000
بلغ عدد سكان هايغروف 3,445 نسمة بحسب تعداد عام 2000، وبلغ عدد الأسر 1,026 أسرة وعدد العائلات 778 عائلة مقيمة في المنطقة السكنية. في حين سجلت الكثافة السكانية 413.3 نسمة لكل كيلومتر مربع (1,070.4/ميل2). وبلغ عدد الوحدات السكنية 1,090 وحدة بمتوسط كثافة قدره 130.8 لكل كيلومتر مربع (338.8/ميل2).
وتوزع التركيب العرقي للمنطقة السكنية بنسبة 54.02% من البيض و4.30% من الأمريكيين الأفارقة و1.13% من الأمريكيين الأصليين و2.38% من الأمريكيين ذوي الأصول الآسيوية و0.49% من سكان جزر المحيط الهادئ و33.58% من الأعراق الأخرى و4.09% من عرقين مختلطين أو أكثر و56.66% من الهسبانيون أو اللاتينيون من أي عرق.
بلغ عدد الأسر 1,026 أسرة كانت نسبة 53.8% منها لديها أطفال تحت سن الثامنة عشر تعيش معهم، وبلغت نسبة الأزواج القاطنين مع بعضهم البعض 51.3% من أصل المجموع الكلي للأسر، ونسبة 16.4% من الأسر كان لديها معيلات من الإناث دون وجود شريك، بينما كانت نسبة 8.2% من الأسر لديها معيلون من الذكور دون وجود شريكة وكانت نسبة 24.2% من غير العائلات. تألفت نسبة 16.6% من أصل جميع الأسر من عدة أفراد يعيشون في نفس المنزل ونسبة 4.2% كانت تتألف من شخص يعيش بمفرده يبلغ من العمر 65 عاماً أو أكثر. وبلغ متوسط حجم الأسرة المعيشية 3.35، أما متوسط حجم العائلات فبلغ 3.81.
بلغ العمر الوسطي للسكان 27.2 عاماً. وكانت نسبة 36.4% من القاطنين تحت سن الثامنة عشر، وكانت نسبة 10.1% بين الثامنة عشر والرابعة والعشرين عاماً، ونسبة 31.1% كانت واقعةً في الفئة العمرية ما بين الخامسة والعشرين والرابعة والأربعين عاماً، ونسبة 16.1% كانت ما بين الخامسة والأربعين والرابعة والستين، ونسبة 6.2% كانت ضمن فئة الخامسة والستين عاماً فما فوق. يوجد لكل 100 أنثى 105.9 ذكر، ويوجد لكل 100 أنثى في الثامنة عشر من عمرها فما فوق 103.7 ذكر.
بلغ متوسط دخل الأسرة في المنطقة السكنية 30,685 دولارًا، أما متوسط دخل العائلة فبلغ 33,929 دولارًا. وكان متوسط دخل الذكور 32,199 دولارًا مقابل 27,177 دولارًا للإناث. وسجل دخل الفرد الخاص بالمنطقة السكنية 16,422 دولارًا. وكانت نسبة 22.4% من العائلات ونسبة 27.8% من السكان تحت خط الفقر، وكان من هؤلاء نسبة 38.8% تحت سن الثامنة عشر ونسبة 8.2% في الخامسة والستين من العمر وما فوق.

### تعداد عام 2010
بلغ عدد سكان هايغروف 3,988 نسمة بحسب تعداد عام 2010، وبلغ عدد الأسر 1,136 أسرة وعدد العائلات 900 عائلة مقيمة في المنطقة السكنية. في حين سجلت الكثافة السكانية 478.4 نسمة لكل كيلومتر مربع (1,239.1/ميل2). وبلغ عدد الوحدات السكنية 1,227 وحدة بمتوسط كثافة قدره 147.2 لكل كيلومتر مربع (381.2/ميل2).
وتوزع التركيب العرقي للمنطقة السكنية بنسبة 52.76% من البيض و4.06% من الأمريكيين الأفارقة و1.03% من الأمريكيين الأصليين و2.83% من الأمريكيين ذوي الأصول الآسيوية و0.33% من سكان جزر المحيط الهادئ و34.80% من الأعراق الأخرى و4.19% من عرقين مختلطين أو أكثر و65.30% من الهسبانيون أو اللاتينيون من أي عرق.
بلغ عدد الأسر 1,136 أسرة كانت نسبة 48.7% منها لديها أطفال تحت سن الثامنة عشر تعيش معهم، وبلغت نسبة الأزواج القاطنين مع بعضهم البعض 53.7% من أصل المجموع الكلي للأسر، ونسبة 16.5% من الأسر كان لديها معيلات من الإناث دون وجود شريك، بينما كانت نسبة 9% من الأسر لديها معيلون من الذكور دون وجود شريكة وكانت نسبة 20.8% من غير العائلات. تألفت نسبة 15.9% من أصل جميع الأسر من عدة أفراد يعيشون في نفس المنزل ونسبة 4.4% كانت تتألف من شخص يعيش بمفرده يبلغ من العمر 65 عاماً أو أكثر. وبلغ متوسط حجم الأسرة المعيشية 3.51، أما متوسط حجم العائلات فبلغ 3.90.
بلغ العمر الوسطي للسكان 30.2 عاماً. وكانت نسبة 31.2% من القاطنين تحت سن الثامنة عشر، وكانت نسبة 11.6% بين الثامنة عشر والرابعة والعشرين عاماً، ونسبة 26% كانت واقعةً في الفئة العمرية ما بين الخامسة والعشرين والرابعة والأربعين عاماً، ونسبة 23.9% كانت ما بين الخامسة والأربعين والرابعة والستين، ونسبة 7.2% كانت ضمن فئة الخامسة والستين عاماً فما فوق. وتوزع التركيب الجنسي للسكان بنسبة 50.7% ذكور و49.3% إناث.